# Liste der Kura Kaupapa Māori
Die Liste der Kura Kaupapa Māori führt alle Kura Kaupapa Māori auf, Immersionsschulen der Māori in Neuseeland, in denen die Unterrichtssprache die Sprache der Māori ist und die die Wiederbelebung der Sprache und Kultur der Māori zum Ziel haben.
| Gründungsjahr | Offizielle Bezeichnung                                       | Lage                     | Te-Runanga-Nui-Region      | Art                         |
| ------------- | ------------------------------------------------------------ | ------------------------ | -------------------------- | --------------------------- |
| 1990          | Te Kura Kaupapa Māori o Hoani Waititi                        | Henderson, West Auckland | Tamaki Makaurau            | Composite School            |
| 1990          | Te Kura Kaupapa Māori o Waipereira                           | Kelston, West Auckland   | Tamaki Makaurau            | Primary School              |
| 1990          | Te Kura Kaupapa Māori o Maungarongo                          | Mt Albert, Auckland      | Tamaki Makaurau            | Primary School              |
| 1990          | Te Kura Kaupapa Māori o Mangere                              | Mangere, Auckland        | Tamaki Makaurau            | Composite School            |
| 1990          | Te Kura Kaupapa Māori o Manawatu                             | Palmerston North         | Te Upoko o te Ika          | Primary School              |
| 1990          | Te Kura Kaupapa Māori o Ruamata                              | Rotorua                  | ?                          | Composite School            |
| 1990          | Te Kura Kaupapa Māori o Piripono Te Kura Whakahou ki Otara   | Otara, South Auckland    | Tamaki Makaurau            | Primary School              |
| 1991          | Te Kura Kaupapa Māori o Wairarapa                            | Masterton                | Te Upoko o te Ika          | Primary School              |
| 1991          | Te Kura Kaupapa Māori o Te Rito                              | Otaki                    | Te Upoko o te Ika          | Composite School            |
| 1991          | Te Kura Kaupapa Māori o Oparure                              | Oparure, Te Kuiti        | Tainui                     | Primary School              |
| 1991          | Te Kura Kaupapa Māori o Whakapumau i Te Reo Tuturu o Waitaha | Christchurch             | Te Waka                    | Composite School            |
| 1991          | Te Kura Kaupapa Māori o Te Atihau-Nui-A-Paparangi            | Whanganui                | Te Atihau-Nui-A-Paparangi  | Primary School              |
| 1991          | Te Kura Kaupapa Māori o Arowhenua                            | Invercargill             | Te Waha                    | Composite School            |
| 1992          | Te Kura Kaupapa Māori o Ruatoki                              | Ruatoki                  | ?                          | ?                           |
| 1993          | Te Kura Kaupapa Māori o Kaikohe                              | Kaikohe                  | ?                          | Composite School            |
| 1993          | Te Kura Kaupapa Māori o Puau Te Moananui-A-Kiwa              | Glen Innes, Auckland     | Tamaki Makaurau            | Restricted Composite School |
| 1993          | Te Kura Kaupapa Māori o Manurewa                             | Manurewa, South Auckland | Tamaki Makaurau            | Primary School              |
| 1993          | Te Kura Kaupapa Māori o Whakarewa I Te Reo Ki Tuwharetoa     | Taupo                    | Te Puku                    | Composite School            |
| 1993          | Te Kura Kaupapa Māori o Ngā Taonga Tūturu ki Tokomaru        | Tokomaru Bay, East Coast | Te Tai Rawhiti             | Primary School              |
| 1993          | Te Kura Kaupapa Māori o Bernard Fergusson                    | Ngaruawahia              | Tainui                     | ?                           |
| 1993          | Te Kura Kaupapa Māori o Te Ara Rima                          | Hamilton                 | Tainui                     | ?                           |
| 1993          | Te Kura Kaupapa Māori o Otepou                               | Tauranga                 | ?                          | Primary School              |
| 1993          | Te Kura Kaupapa Māori o Mangatuna                            | Tolaga Bay               | Te Tairawhiti              | Primary School              |
| 1994          | Te Kura Kaupapa Māori o Rangiawhia                           | Kaitaia                  | Te Hiku                    | Primary School              |
| 1994          | Te Piipiinga Kakano Mai Rangiatea                            | New Plymouth             | Taranaki                   | Primary School              |
| 1994          | Te Kura Kaupapa Māori o Rangiawhia                           | Kaitaia                  | ?                          | ?                           |
| 1994          | Te Kura Kaupapa Māori o Tamaki Nui A Rua                     | Dannevirke, Hawkes Bay   | Te Upoko o te Ika          | Composite School            |
| 1994          | Te Kura Kaupapa Māori o Nga Mokopuna                         | Seatoun, Wellington      | Te Upoko o te Ika          | Composite School            |
| 1994          | Te Kura Kaupapa Māori o Rakaumanga                           | Huntly                   | Tainui                     | Composite School            |
| 1995          | Te Kura Kaupapa Māori o Mana Tamariki                        | Palmerston North         | Upoko o te Ika             | Composite School            |
| 1995          | Te Kura Kaupapa Māori o Te Rawhitiroa                        | Whangarei                | Te Hiku                    | Composite School            |
| 1995          | Te Kura Kaupapa Māori o Toku Mapihi Maurea                   | Hamilton                 | Tainui                     | Primary School              |
| 1995          | Te Kura Kaupapa Māori o Te Koutu                             | Rotorua                  | Te Puku                    | Composite School            |
| 1995          | Te Kura Kaupapa Māori o Tamarongo                            | Taranaki                 | Taranaki                   | Primary School              |
| 1995          | Te Kura Kaupapa Māori o Huiarau                              | Murupara                 | ?                          | ?                           |
| 1995          | Te Kura Kaupapa Māori o Matahi                               | Waimana                  | ?                          | ?                           |
| 1995          | Te Kura Kaupapa Māori o Waiohau                              | Waiohau, Whakatane       | ?                          | ?                           |
| 1995          | Te Kura Kaupapa Māori o Waioeka                              | Waioeka                  | ?                          | ?                           |
| 1996          | Te Kura Kaupapa Māori o Rakipaewhenua                        | Mairangi Bay, Auckland   | Tamaki Makaurau            | Primary School              |
| 1996          | Te Kura Kaupapa Māori o Te Waiū o Ngāti Porou                | Ruatoria                 | ?                          | Composite School            |
| 1996          | Te Kura Kaupapa Māori o Nga Uri a Maui                       | Gisborne                 | Te Tairawhiti              | Primary School              |
| 1996          | Te Kura Kaupapa Māori o Te Wananga Whare Tapere o Takitimu   | Hastings                 | Te Upoko o te Ika          | ?                           |
| 1996          | Te Kura Kaupapa Māori o Te Ara Whanui                        | Lower Hutt, Wellington   | Te Upoko o te Ika          | ?                           |
| 1996          | Te Kura Kaupapa Māori o Waipiro                              | Waipiro Bay, East Coast  | Te Tairawhiti              | Primary School              |
| 1996          | Te Kura Kaupapa Māori o Tapere-nui-a-Whatonga                | Rangitukia               |                            | ?                           |
| 1996          | Te Kura Kaupapa Māori o Rotoiti                              | Rotorua                  | Te Puku                    | Primary School              |
| 1996          | Te Kura Kaupapa Māori o Maraenui                             | Maraenui                 | ?                          | ?                           |
| 1996          | Te Kura Kaupapa Māori o Te Matai                             | Te Puke                  | ?                          | Primary School              |
| 1996          | Te Kura Kaupapa Māori o Harataunga                           | Kennedy Bay, Coromandel  | Tainui                     | Primary School              |
| 1997          | Te Kura Kaupapa Māori o Taumarere                            | Kawakawa                 | Te Hiku                    | Primary School              |
| 1997          | Te Kura Kaupapa Māori o Whakawatea                           | Hamilton                 | Tainui                     | ?                           |
| 1997          | Te Kura Kaupapa Māori o Ngati Kahungunu Ki Te Wairoa         | Wairoa                   | Te Upoko o te Ika          | Composite School            |
| 1997          | Te Kura Kaupapa Māori o Ngati Rangi                          | Ohakune                  | Te Ati-Hau-Nui-A-Paparangi | Primary School              |
| 1997          | Te Kura Kaupapa Māori o Te Whanau Tahi                       | Christchurch             | Te Waka                    | Composite School            |
| 1998          | Te Kura Kaupapa Maori o Ngati Ruanui                         | Hawera                   | Taranaki                   | Primary School              |
| 1998          | Te Kura Kaupapa Māori o Ngati Kahungunu Ki Heretaunga        | Hastings, Hawkes Bay     | Te Upoko o te Ika          | Composite School            |
| 1998          | Te Kura Kaupapa Māori o Tupoho                               | Wanganui                 | Te Ati-Hau-Nui-A-Paparangi | Composite School            |
| 1998          | Te Kura Kaupapa Māori o Te Rangianiwaniwa                    | Kaitaia                  | Te Hiku                    | Composite School            |
| 1998          | Te Kura Kaupapa Māori o Otepoti                              | Dunedin                  | Te Waka                    | Primary School              |
| 1998          | Te Kura Kaupapa Māori o Te Puaha o Waikato                   | Tuakau / Port Waikato    | Tainui                     | Primary School              |
| 2001          | Te Kura Kaupapa Māori O Te Ara Hou                           | Napier                   | Te Upoko o te Ika          | Composite School            |
| 2002          | Te Kura Kaupapa Māori o Te Kotuku                            | Te Atatu, Auckland       | Tamaki Makaurau            | Primary School              |
| 2003          | Te Kura Kaupapa Māori o Kawakawa Mai Tawhiti                 | Hicks Bay, East Coast    | Te Tairawhiti              | Primary School              |
| 2003          | Te Kura Kaupapa Māori o Te Hiringa                           | Tokoroa                  | Te Puku                    | ?                           |
| 2005          | Te Kura Kaupapa Maori o Whangaroa                            | Matauri Bay              | Te Hiku                    | Primary School              |
| 2005          | Te Kura Kaupapa Maori o Te Tonga o Hokianga                  | South Hokianga           | Te Hiku                    | Primary School              |
| 2005          | Te Kura Kaupapa Māori o Hurungaterangi                       | Rotorua                  | Te Puku                    | Primary School              |
| 2005          | Te Kura Kaupapa Maori o Pukemiro                             | Kaitaia                  | Te Hiku                    | Primary School              |
| 2006          | Te Kura Kaupapa Māori o Waiuku                               | Waiuku                   | Tamaki Makaurau            | Primary School              |
| 2007          | Te Kura Kaupapa Māori o Te Rau Aroha                         | Matamata                 | Tainui                     | Composite School            |